# Kadawittfeldarchitektur

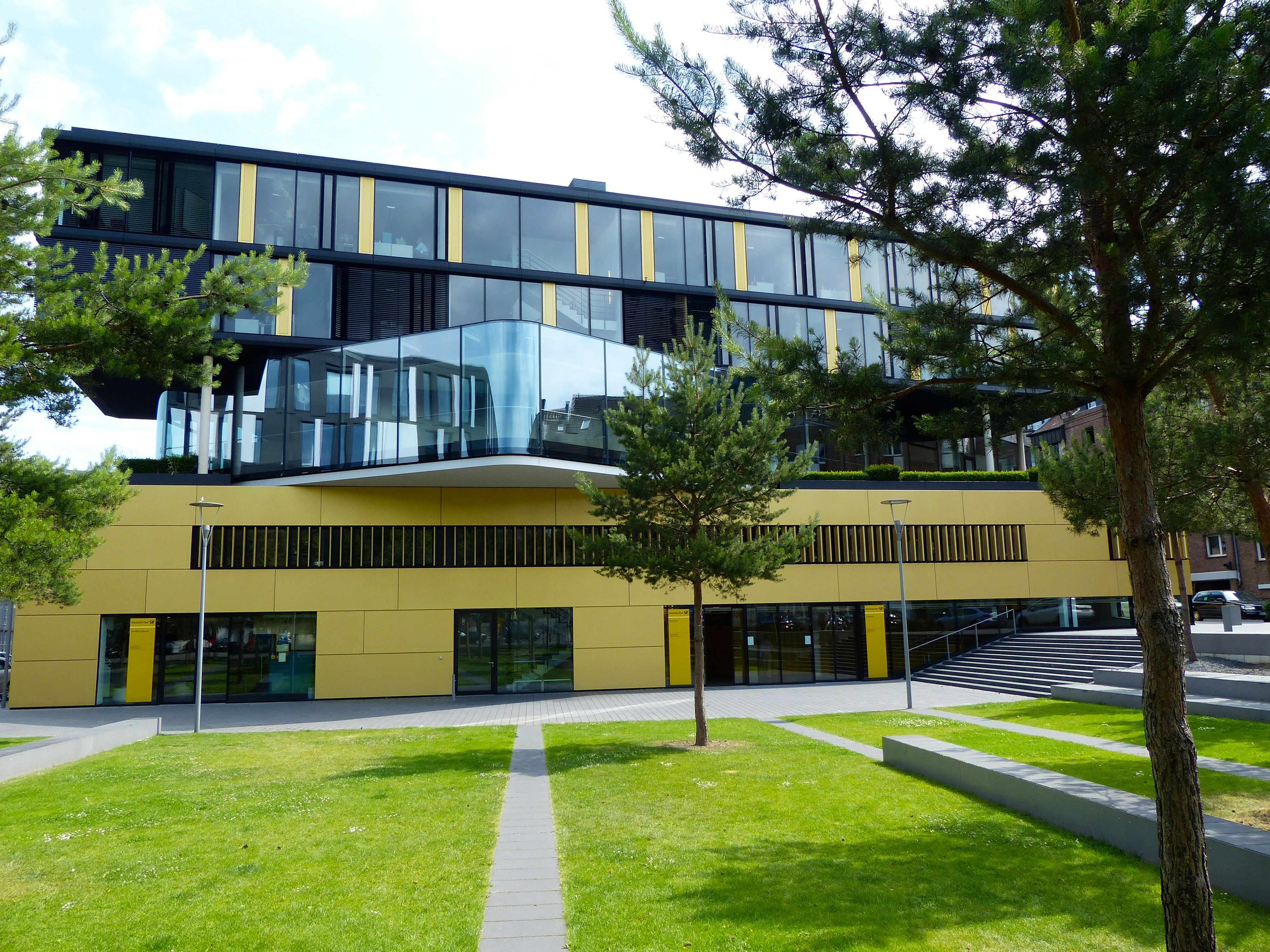
Direktionsgebäude der AachenMünchener (2010)

Kadawittfeldarchitektur (Eigenschreibweise kadawittfeldarchitektur) ist ein Architekturbüro mit Sitz in Aachen, Berlin und München.

## Geschichte
Von Klaus Kada und Gerhard Wittfeld 1999 in Aachen gegründet, realisierte das Büro zahlreiche Projekte im In- und Ausland, darunter das Direktionsgebäude der AachenMünchener Versicherung in Aachen, das Forschungs- und Entwicklungsgebäude adidas Laces in Herzogenaurach, die Grimmwelt Kassel und der Salzburger Hauptbahnhof.

## Werke (Auswahl)

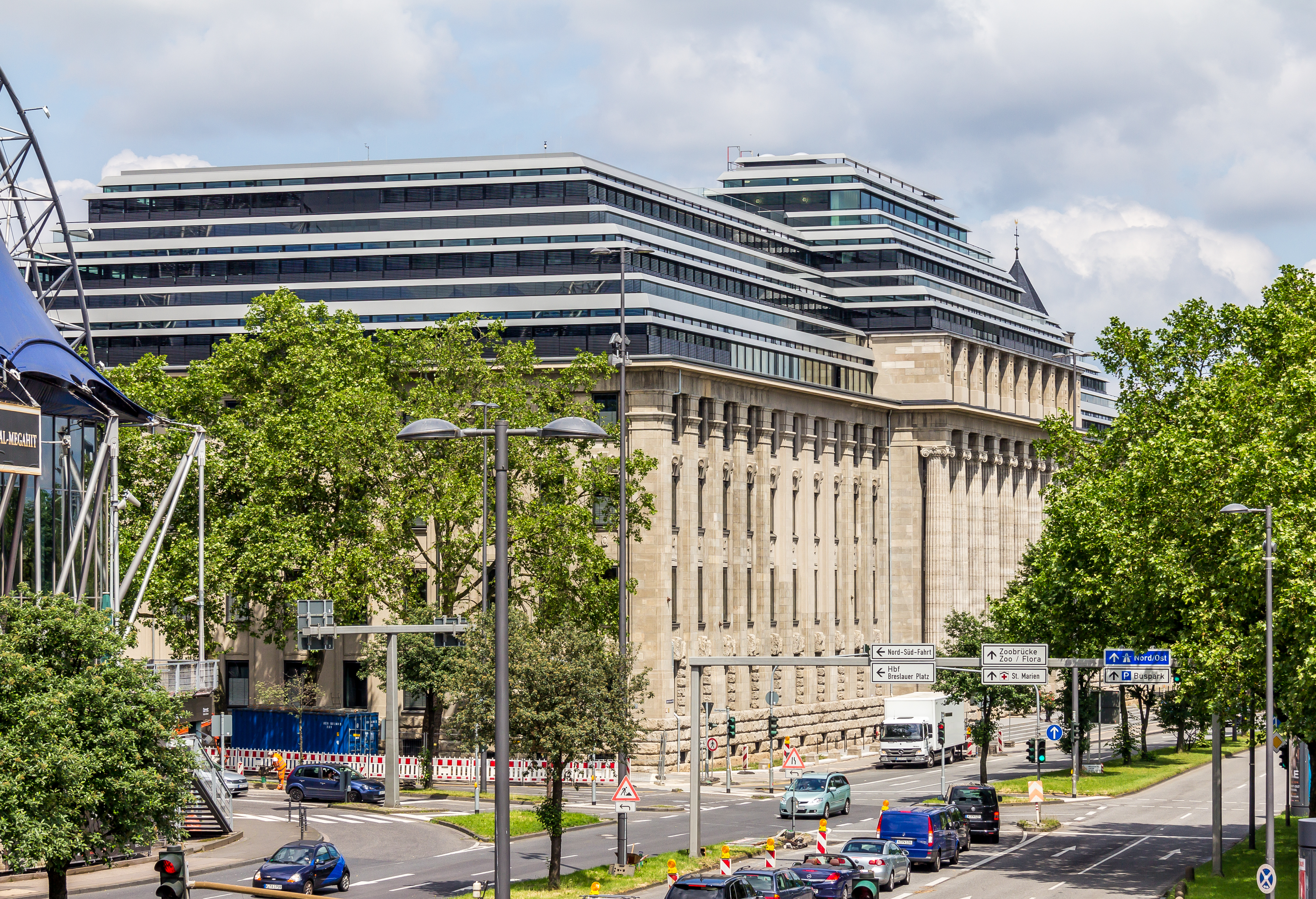
Neue Direktion Köln. Entkernung und Neuaufbau des Gebäudes der Reichsbahndirektion Köln unter Erhaltung der denkmalgeschützten Fassade

- Brainlab Hauptsitz, München, Deutschland (2016)
- Neue Direktion, Köln, Deutschland (2016)
- Kraftwerk Lausward, Düsseldorf, Deutschland (2016)
- NEW Blauhaus, Mönchengladbach, Deutschland (2015)
- Grimmwelt Kassel, Kassel, Deutschland (2015)
- Salzburg Hauptbahnhof, Salzburg, Österreich (2014)
- Archäologische Vitrine Elisengarten, Aachen, Deutschland (2013)
- Multifunktionshalle Messezentrum Salzburg, Österreich (2012)
- Neubau 411 der Grünenthal GmbH, Aachen, Deutschland (2013)
- Erweiterungsneubau der IMC Fachhochschule Krems, Österreich (2012)
- Forschung- und Entwicklungsgebäude adidas Laces, Herzogenaurach, Deutschland (2011)
- Keltenmuseum am Glauberg, Glauburg, Deutschland (2010)
- NürnbergMesse Eingang Mitte, Nürnberg, Deutschland (2010)
- PATRIZIA Headquarters, Augsburg, Deutschland (2010)
- AachenMünchener Direktionsgebäude, Aachen, Deutschland (2010)
- Kindergarten Sighartstein, Salzburg, Österreich (2009)
- Konzernzentrale Mercedes Pappas-Gruppe Salzburg, Österreich (2006)
- Sonderpädagogisches Zentrum Hallein, Österreich (2005)
- Universität und Campus Fachhochschule Salzburg Urstein, Österreich (2005)
- Seniorenheim St. Nikolaus, Neumarkt am Wallersee, Österreich (2001)

## Auszeichnungen (Auswahl)
- DAM Preis – Finalist, Grimmwelt Kassel (2017)
- Architekturpreis Land Salzburg – Auszeichnung, Zugang Schallmoos (2016)
- Deutscher Städtebaupreis – Belobigung, Grimmwelt Kassel (2016)
- Deutscher Solarpreis 2016 – Auszeichnung, NEW Blauhaus (2016)
- Industriebaupreis – Sonderpreis Bauwerk, Kraftwerk Lausward Düsseldorf (2016)
- Nike Architekturpreis – Nominierung, Grimmwelt Kassel, Archäologische Vitrine (2016)
- Architekturpreis NRW – Auszeichnung, Archäologische Vitrine (2015)
- Großer DAI Preis für Baukultur – Auszeichnung Gerhard Wittfeld (2014)
- BDA Auszeichnung guter Bauten – Auszeichnung, Archäologische Vitrine, Grünenthal Bürogebäude 411 (2014)
- Preis des Deutschen Stahlbaues – Auszeichnung, adidas Laces, Archäologische Vitrine (2014)
- Staatspreis Design 2013 – Auszeichnung, Salzburger Hauptbahnhof (2013)
- Europäischer Stahlbaupreis | European Steel Design Awards 2013 – Salzburger Hauptbahnhof (2013)
- ICONIC AWARDS 2013 – Best of Best, Forschung- und Entwicklungsgebäude adidas Laces, Herzogenaurach (2013)
- Mies van der Rohe Award – Nominierung, Keltenmuseum am Glauberg (2013)
- Deutscher Stahlbaupreis – Auszeichnung, Keltenmuseum am Glauberg (2012)
- Auszeichnung vorbildlicher Bauten im Land Hessen, Keltenmuseum am Glauberg, (2011)
- Mies van der Rohe Award – Nominierung, AachenMünchener Direktionsgebäude, (2011)
- BDA Auszeichnung guter Bauten, AachenMünchener Direktionsgebäude (2010)
- Mies van der Rohe Award – Nominierung, Sonderpädagogisches Zentrum Hallein (2006)
- Landesarchitekturpreis Salzburg, Sonderpädagogisches Zentrum Hallein (2006)
- Landesarchitekturpreis Salzburg, Seniorenheim St. Nikolaus, Neumarkt am Wallersee (2002)